# IC 2944
IC 2944 (nota impropriamente anche come Nebulosa di Lambda Centauri, indicata talvolta con la sigla C 100) è una regione H II della Via Lattea australe visibile nella costellazione del Centauro; la sua distanza è pari a circa 2000 parsec (6500 anni luce) e fa parte del Braccio del Sagittario, il più vicino braccio di spirale della Via Lattea posto più internamente rispetto al nostro.
La caratteristica più nota di questa nube è la presenza di alcuni bozzoli oscuri, noti come globuli di Thackeray; a causa della loro instabilità, al loro interno non vi sarebbero attivi fenomeni di formazione stellare, mentre la loro origine è dovuta all'azione disgregante della radiazione delle stelle massicce presenti nella regione, che nel corso del tempo ha eroso un'antica nube molecolare.
L'ambiente galattico in cui questa nube viene a trovarsi è fra i più complessi conosciuti fra i bracci di spirale della Via Lattea: entro un raggio di appena 500 parsec da essa si trovano infatti alcuni degli oggetti stellari e nebulosi più cospicui del cielo australe; fra questi spicca la Nebulosa della Carena, gli ammassi massicci Tr 14 e Tr 16, nonché il brillante ammasso NGC 4755, il famoso Scrigno di Gioie, visibile nella costellazione della Croce del Sud, più altre brillanti associazioni OB.

## Osservazione

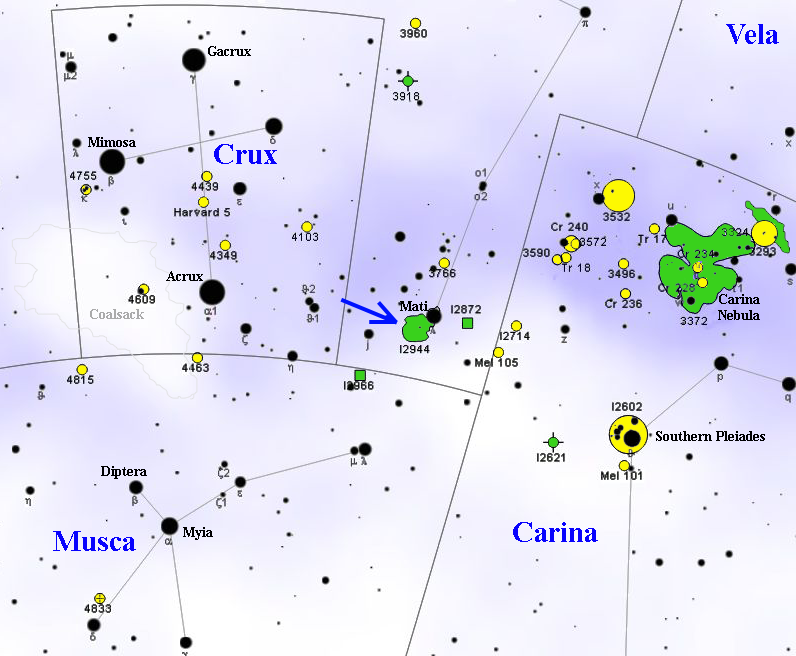
Mappa per individuare IC 2944.

La nebulosa si individua ad ovest della Croce del Sud, nelle immediate vicinanze della stella λ Centauri, che rappresenta la zampa posteriore del Centauro; si tratta di una nebulosa a emissione di notevoli dimensioni, la quale racchiude un giovane ammasso aperto visibile anche ad occhio nudo. Con un binocolo è ben visibile soprattutto l'ammasso interno, formato da stelle a partire dalla settima magnitudine, con all'interno la variabile LW Centauri; in un telescopio riflettore, invece, si rendono visibili quelle che sono le caratteristiche fondamentali della grande nebulosa, ossia la presenza di un certo numero di globuli di Bok: si presentano come dei piccoli fiocchi neri in contrasto con la luminosità di fondo della nebulosa, in realtà sono delle nubi ultracompatte in cui avviene la formazione di nuove stelle. In particolare, i globuli di Bok presenti in questa nebulosa sono chiamati globuli di Thackeray, in onore dell'astronomo che li scoprì nel 1950.
La regione nebulosa si trova in un tratto molto brillante della Via Lattea australe, a breve distanza angolare da altri oggetti molto luminosi, come la Nebulosa della Carena e il brillante ammasso delle Pleiadi del Sud. La declinazione di IC 2944 è fortemente australe, al punto che può essere osservata solo a partire dalla fascia subtropicale boreale; a nord di questa la sua osservazione è impossibile, in quanto resta sempre al di sotto dell'orizzonte. Dall'emisfero australe appare circumpolare da quasi tutta la fascia temperata, mentre nella zona equatoriale non è mai visibile molto alta sopra l'orizzonte. Il periodo migliore per la sua osservazione nel cielo serale è compreso fra i mesi di febbraio e luglio. Presso i popoli anglosassoni IC 2944 è talvolta indicata anche col soprannome di Running chicken (Pollo che corre).
A causa della precessione degli equinozi, il polo sud celeste si sta lentamente spostando nella direzione di questo tratto della Via Lattea; fra alcune migliaia di anni la nebulosa si troverà a pochi gradi da esso e sarà osservabile quasi esclusivamente dalle regioni dell'emisfero meridionale.

## Caratteristiche e fenomeni di formazione stellare

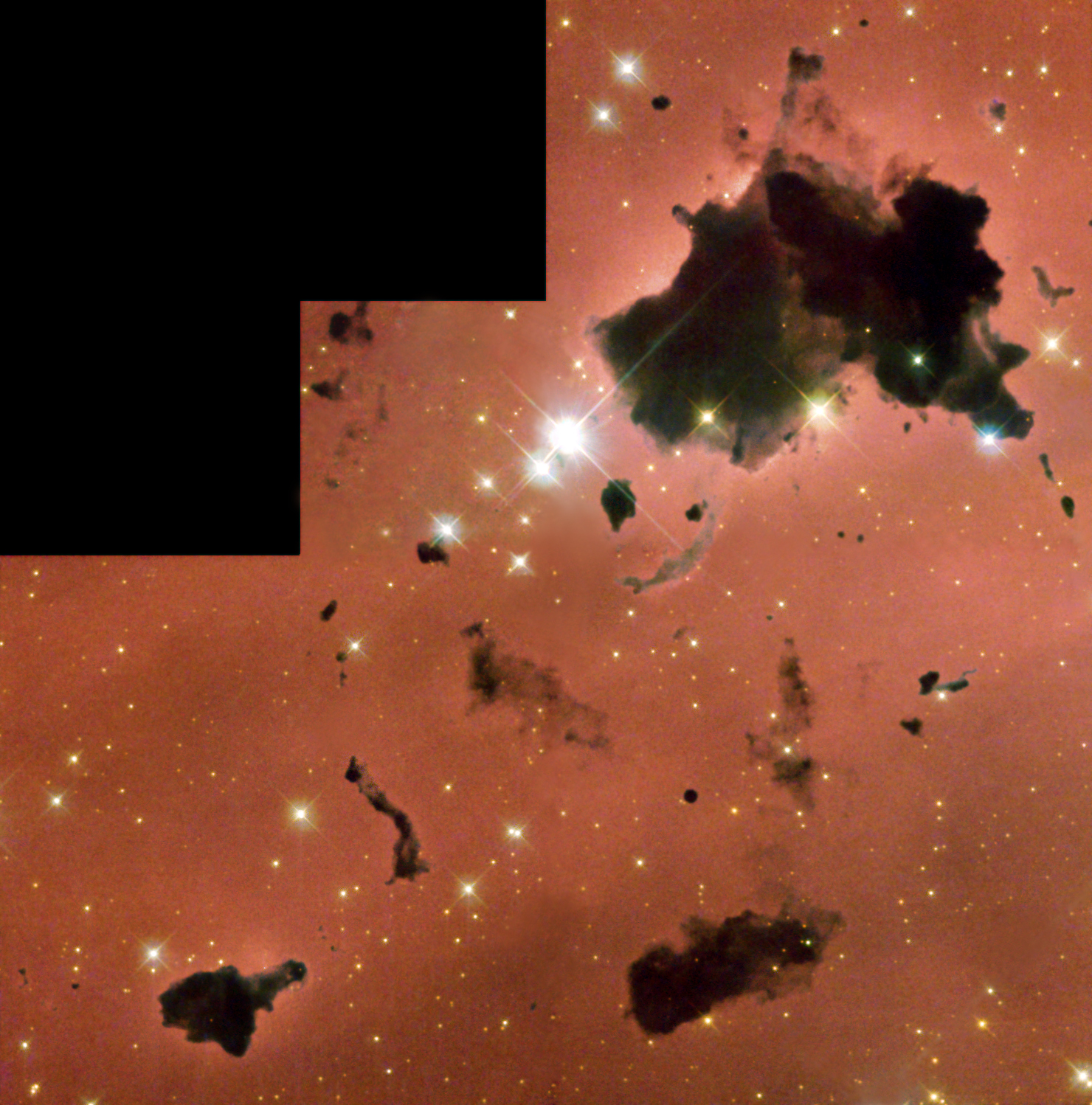
I densi globuli di Thackeray, in cui avviene la formazione di nuove stelle.

Sebbene il nome proprio della nebulosa faccia riferimento alla stella λ Centauri, il legame fisico fra nube e stella è inesistente: λ Centauri infatti è una gigante blu situata nell'Associazione Scorpius-Centaurus alla distanza di circa 126 parsec (410 anni luce), mentre la nebulosa si trova a ben 2000 parsec (6500 anni luce), su un altro braccio di spirale. La nebulosa in senso stretto comprende i due oggetti catalogati come IC 2944 e IC 2948; la prima sigla si dovrebbe propriamente riferire all'arco nebuloso posto ad ovest rispetto al corpo centrale, che invece coinciderebbe con IC 2948. Tuttavia, nelle carte e in letteratura, spesso si tende a identificare con la sigla IC 2944 l'intero sistema nebuloso.
Il complesso nebuloso di cui IC 2944 fa parte si estende per circa un grado di volta celeste, comprendendo anche le vicine nebulose Gum 39 e Gum 41, situate alla medesima distanza, e la grande nube molecolare [GCB88] 20, situata poco più ad ovest, con una massa pari a circa 710.000 M⊙; a questa si aggiungerebbe anche la nebulosa NGC 3576, sebbene alcuni studi la collochino ad una distanza superiore, attorno ai 3300 parsec. Questa grande regione di formazione stellare che esse costituiscono viene indicata anche con la sigla GMC 294.8-1.8.
La nube ospita alcune stelle calde e massicce di recente formazione, alcune delle quali sono direttamente responsabili della ionizzazione dei suoi gas; fra queste spicca la supergigante blu HD 101545, di classe spettrale O9.5Iab, la gigante blu HD 101190, di classe O6III (o O6V), HD 101436 e HD 101223, entrambe di classe O e nella sequenza principale. L'intera regione di formazione stellare è stata catalogata con la sigla 2396 del catalogo Avedisova edito nel 2002; essa comprende diverse decine di oggetti stellari giovani, visibili come sorgenti di radiazione infrarossa, e getti di gas, nonché 7 maser, di cui la maggior parte mostrano emissioni al metanolo, racchiusi in regioni H II ultracompatte. Fra le 17 sorgenti infrarosse identificate dall'IRAS, una delle più cospicue è IRAS 11332-6258, situata nei pressi dell'arco nebuloso visibile ad ovest della nube; questa sorgente contiene una giovanissima protostella di Classe I ed è uno degli indizi più importanti della presenza di processi di formazione stellare all'interno di IC 2944. A questa sorgente è associato anche uno dei maser al metanolo scoperti in questa regione.
Gli oggetti più caratteristici della regione sono i famosi globuli di Thackeray: si tratta di densi bozzoli di gas e polveri non illuminate che si stagliano sul fondo chiaro costituito dall'idrogeno ionizzato, sul bordo nordoccidentale della nebulosa; i globuli sono raggruppati in uno spazio dal diametro di circa 4 parsec e furono individuati nel 1950. L'origine di questi globuli probabilmente è connessa alla presenza di un'antica nube molecolare molto densa, che col tempo è stata erosa dalla radiazione ultravioletta delle stelle più brillanti e calde della regione, similmente a come avviene nei globuli cometari attorno alla Nebulosa di Gum; attualmente i globuli di Thackeray sono soggetti a forze dinamiche violente che li modellano e li disgregano continuamente. La loro vita media si pensa che sia molto breve. Il globulo maggiore, identificato come Thackeray 1, è in realtà composto da due globuli che si sovrappongono sulla nostra linea di vista; la loro velocità radiale è infatti differente, e la massa dei due oggetti si aggira su 11 e 4 M⊙. Altri globuli simili sono stati osservati in altre brillanti nebulose, come la Nebulosa Rosetta e la Nebulosa Aquila.

## Componenti stellari

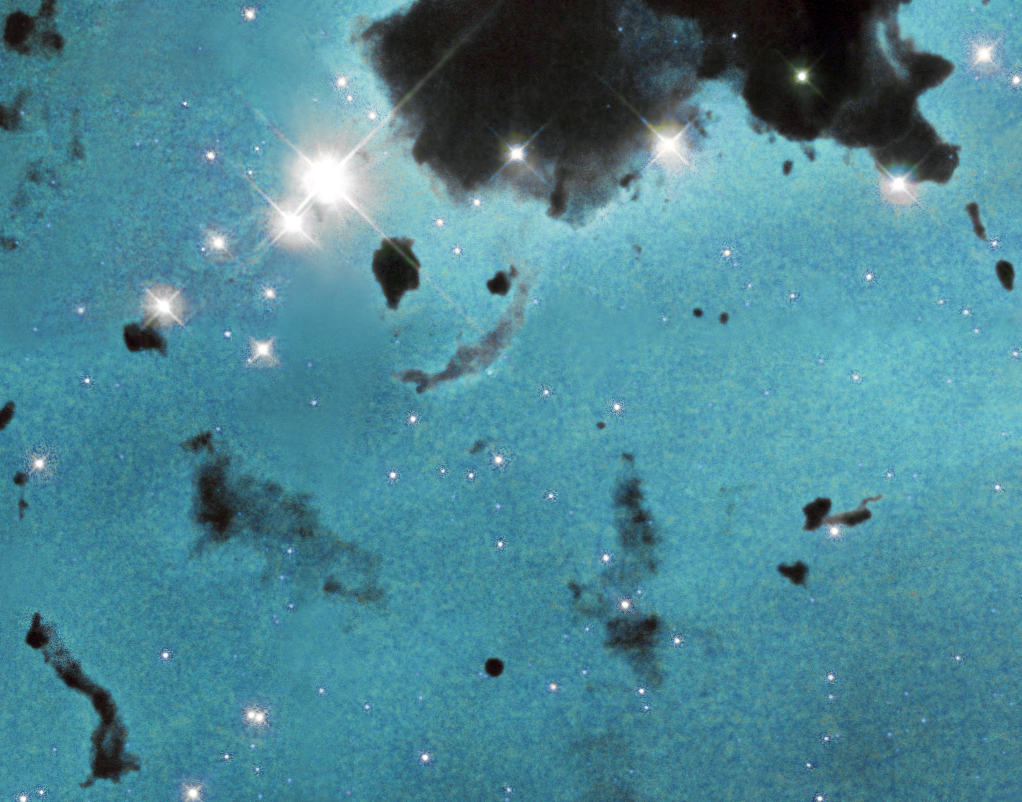
La parte centrale dell'associazione Crux OB1, nella nebulosa IC 2944.

Le componenti stellari più massicce della regione sono raggruppate in una brillante associazione OB nota come Crux OB1; il nome dell'associazione è alquanto curioso, dal momento che essa ricade entro i confini della costellazione del Centauro e non della seppur vicina Croce del Sud; talvolta infatti viene anche indicata con la sigla Centaurus OB2. Quest'associazione conta una trentina di componenti stellari di grande massa; di queste, una quindicina sono stelle di classe O, in prevalenza sulla sequenza principale, e una decina sono di classe B, in prevalenza giganti e supergiganti. Si aggiungono infine alcune stelle massicce di classi diverse, come una supergigante gialla (classe G0Ia), una bianca (classe A2Ia) e alcune supergiganti rosse di classe M. La distanza media dell'associazione è di circa 2500 parsec (8150 anni luce). La stella più massiccia dell'associazione è HD 101205, al punto che la sua magnitudine apparente è pari a 6,5, ossia subito sotto il limite della visibilità ad occhio nudo, nonostante la sua grande distanza. Si tratta di una variabile a eclisse con un periodo di 2,08 giorni e le è stata assegnata anche la sigla di stella variabile V871 Centauri. Un'altra delle componenti maggiori è HD 101131, una binaria spettroscopica che raggiunge la magnitudine 8,5; molte altre componenti dell'associazione sono delle binarie a eclisse, fra le quali spicca BH Centauri, le cui componenti potrebbero essere a contatto.
La componente di velocità residua azimutale di gran parte delle sue stelle mostra che esse si muovono in direzione opposta al senso di rotazione galattico, una caratteristica tipica di molte altre associazioni stellari appartenenti al Braccio del Sagittario, come Ser OB1, Sgr OB1 e Cen OB1; ciò è una prova importante che tenderebbe a confermare che i bracci di spirale in generale, e questo in particolare, si formino a seguito dell'azione di onde di densità spiraliformi.
La popolazione di stelle di piccola massa nota all'interno della regione è piuttosto esigua; ciò è dovuto anche alla grande difficoltà nell'identificazione di questo tipo di stelle, sia a causa della lontananza del complesso, sia a causa della sua posizione, ad appena un grado e mezzo dal piano galattico, in cui la linea di vista presenta una grande sovrapposizione di stelle situate a varie distanze. Nella nube sono note sette stelle con emissioni Hα; la più brillante fra queste, ESO Hα 302, parrebbe essere una stella Ae/Be di Herbig immersa in uno strato nebuloso opaco. La stella si individua nella parte nordoccidentale del complesso.

## Ambiente circostante

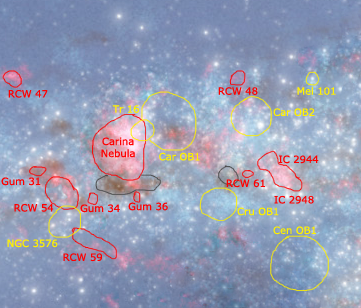
Mappa del Braccio del Sagittario in direzione di IC 2944. Il Sole, fuori campo, sta a destra e leggermente in alto.

La regione galattica in cui giace IC 2944 è particolarmente ricca e complessa; il braccio di spirale in cui questo e i complessi vicini sono ospitati è quello del Sagittario, che visto dalla Terra attraversa la scia della Via Lattea dalla costellazione dell'Aquila fino alla Carena, passando davanti al centro galattico. Questo braccio, in direzione della Carena e del Centauro diventa facilmente osservabile a causa della quasi totale assenza di polveri oscuranti lungo la sua linea di vista. Lo studio di queste regioni ha consentito di confermare, nel corso degli anni ottanta, l'esistenza stessa del Braccio Sagittario-Carena.
La regione galattica comprende quattro grandi associazioni OB. La più occidentale è Carina OB1, nota per essere l'associazione fisicamente legata alla grande Nebulosa della Carena; quest'estesa regione H II si mostra come un oggetto particolarmente evoluto e nelle cui regioni centrali la formazione stellare si è quasi completamente arrestata. Tali fenomeni hanno dato luogo a brillanti sottoassociazioni ed ammassi, come il supermassiccio Tr 16, la cui presenza ostacola ulteriori fenomeni a causa dell'azione disgregante della radiazione e del vento stellare delle sue componenti. La formazione di nuove stelle continua tuttavia ad avvenire nelle regioni periferiche, in particolare nella parte sudorientale e settentrionale, dove si osservano diversi oggetti HH. Questo insieme di strutture nebulose, in cui è incluso anche l'ammasso aperto NGC 3324, dista circa 400-500 parsec da IC 2944.
Un'altra regione molto complessa è quella che comprende l'estesa associazione Carina OB2, distante mediamente 200 parsec da IC 2944; quest'associazione è visibile nella parte più orientale della Carena e contiene una ventina di stelle molto massicce, fra cui giganti e supergiganti di classe B, nonché supergiganti rosse. la componente più luminosa, la supergigante gialla HD 96918, raggiunge una magnitudine pari a 3,93 ed è ben visibile anche ad occhio nudo, mentre un'altra supergigante gialla, HD 97534, raggiunge la magnitudine 4,60; la sua posizione è interna all'ammasso NGC 3572. Ad essa parrebbe associata anche la stella di Wolf-Rayet WR 40, associata alla nebulosa anulare RCW 58.
La quarta associazione, quella più orientale, è quella nota come Centaurus OB1; si tratta di un esteso sistema situato a 400-500 parsec da IC 2944 e composto da una trentina di stelle massicce, in particolare di classe B. Le componenti più brillanti sono racchiuse nel celebre ammasso aperto NGC 4755, il cosiddetto Scrigno di Gioie, visibile poco a sudest della stella Mimosa. Quest'associazione, in parte oscurata dalla Nebulosa Sacco di Carbone, si trova a breve distanza da altri piccoli ammassi aperti e da alcune piccole regioni di gas ionizzato, come RCW 71. Questi quattro ammassi sono spazialmente disposti a forma di croce, con Car OB1 e Cen OB1 disposti rispettivamente sui bordi esterno e interno del Braccio del Sagittario-Carena, e i restanti due orientati quasi in sequenza lungo la direzione del braccio stesso.

### Testi generali
- (EN) Robert Burnham, Jr, Burnham's Celestial Handbook: Volume Two, New York, Dover Publications, Inc., 1978.
- (EN) Thomas T. Arny, Explorations:  An Introduction to Astronomy, 3 updatedª ed., Boston, McGraw-Hill, 2007, ISBN 0-07-321369-1.
- AA.VV, L'Universo - Grande enciclopedia dell'astronomia, Novara, De Agostini, 2002.
- J. Gribbin, Enciclopedia di astronomia e cosmologia, Milano, Garzanti, 2005, ISBN 88-11-50517-8.
- W. Owen, et al, Atlante illustrato dell'Universo, Milano, Il Viaggiatore, 2006, ISBN 88-365-3679-4.

### Testi specifici

#### Sull'evoluzione stellare
- (EN) C. J. Lada, N. D. Kylafits, The Origin of Stars and Planetary Systems, Kluwer Academic Publishers, 1999, ISBN 0-7923-5909-7.
- A. De Blasi, Le stelle: nascita, evoluzione e morte, Bologna, CLUEB, 2002, ISBN 88-491-1832-5.
- C. Abbondi, Universo in evoluzione dalla nascita alla morte delle stelle, Sandit, 2007, ISBN 88-89150-32-7.

#### Su IC 2944
- Reipurth, B., Young Stars and Molecular Clouds in the IC 2944/2948 Complex, in Handbook of Star Forming Regions, Volume II: The Southern Sky ASP Monograph Publications, vol. 5, dicembre 2008,  p. 213, ISBN 978-1-58381-670-7.

### Carte celesti
- Toshimi Taki, Taki's 8.5 Magnitude Star Atlas, su geocities.jp, 2005. URL consultato il 7 novembre 2010 (archiviato dall'url originale il 5 novembre 2018). - Atlante celeste liberamente scaricabile in formato PDF.
- Tirion, Rappaport, Lovi, Uranometria 2000.0 - Volume II - The Southern Hemisphere to +6°, Richmond, Virginia, USA, Willmann-Bell, inc., 1987, ISBN 0-943396-15-8.
- Tirion, Sinnott, Sky Atlas 2000.0, 2ª ed., Cambridge, USA, Cambridge University Press, 1998, ISBN 0-933346-90-5.
- Tirion, The Cambridge Star Atlas 2000.0, 3ª ed., Cambridge, USA, Cambridge University Press, 2001, ISBN 0-521-80084-6.